# Eden Vale
Eden Vale – wieś w Anglii, w hrabstwie Durham. Leży 16 km na wschód od miasta Durham i 367 km na północ od Londynu.